# Campos de Alba
Campos de Alba este o arie protejată (arie de protecție specială avifaunistică — SPA) din Spania întinsă pe o suprafață de 15.416,13 ha, integral pe uscat.

## Localizare
Centrul sitului Campos de Alba este situat la coordonatele 40°54′50″N 5°19′01″W / 40.9139°N 5.3169°V.

## Înființare
Situl Campos de Alba a fost declarat arie de protecție specială avifaunistică în noiembrie 2003 pentru a proteja 147 de specii de animale.

## Biodiversitate
Situată în ecoregiunea mediteraneană, aria protejată nu include niciun habitat protejat.
La baza desemnării sitului se află mai multe specii protejate de  păsări (147): uliu porumbar (Accipiter gentilis), uliu păsărar (Accipiter nisus), lăcar mare (Acrocephalus arundinaceus), lăcar-de-rogoz (Acrocephalus schoenobaenus), lăcar-de-lac (Acrocephalus scirpaceus), fluierar de munte (Actitis hypoleucos), ciocârlie-de-câmp (Alauda arvensis), pescăruș albastru (Alcedo atthis), rață sulițar (Anas acuta), rață lingurar (Anas clypeata), rață pitică (Anas crecca), rață fluierătoare (Anas penelope), rață mare (Anas platyrhynchos), rață cârâitoare (Anas querquedula), rață pestriță (Anas strepera), gârliță mare (Anser albifrons), gâscă cenușie (Anser anser), fâsă-de-câmp (Anthus campestris), fâsă de luncă (Anthus pratensis), fâsă de pădure (Anthus spinoletta), lăstunul mare (Apus apus), stârc cenușiu (Ardea cinerea), pietruș (Arenaria interpres), ciuf de câmp (Asio flammeus), ciuf-de-pădure (Asio otus), rață-cu-cap-castaniu (Aythya ferina), rața moțată (Aythya fuligula), Branta leucopsis, Bubulcus ibis, pasărea ogorului (Burhinus oedicnemus), șorecarul comun (Buteo buteo), ciocârlie-cu-degete-scurte (Calandrella brachydactyla), Calidris alba, fugaci de țărm (Calidris alpina), Calidris canutus, fugaci roșcat (Calidris ferruginea), fugaci mic (Calidris minuta), Caprimulgus ruficollis, cânepar (Carduelis cannabina), sticlete (Carduelis carduelis), prundăraș de sărătură (Charadrius alexandrinus), prundaș gulerat mare (Charadrius hiaticula), chirighiță-cu-obraz-alb (Chlidonias hybridus), chirighiță neagră (Chlidonias niger), florinte (Chloris chloris), barză albă (Ciconia ciconia), erete de stuf (Circus aeruginosus), erete vânăt (Circus cyaneus), erete cenușiu (Circus pygargus), Clamator glandarius, porumbel de scorbură (Columba oenas), porumbel gulerat (Columba palumbus), prepeliță (Coturnix coturnix), cuc (Cuculus canorus), lăstun de casă (Delichon urbica), egretă albă (Egretta alba), egretă mică (Egretta garzetta), presură de stuf (Emberiza schoeniclus), măcăleandru (Erithacus rubecula), șoim de iarnă (Falco columbarius), Falco naumanni, șoim călător (Falco peregrinus), șoimul rândunelelor (Falco subbuteo), vânturel roșu (Falco tinnunculus), muscar negru (Ficedula hypoleuca), cinteză (Fringilla coelebs), Fringilla montifringilla, lișiță (Fulica atra), Galerida theklae, becațină comună (Gallinago gallinago), găinușă de baltă (Gallinula chloropus), pescăriță râzătoare (Gelochelidon nilotica), cocor (Grus grus), acvilă pitică (Hieraaetus pennatus), piciorong (Himantopus himantopus), Hippolais polyglotta, rândunică (Hirundo rustica), capîntortură (Jynx torquilla), sfrâncioc cu cap roșu (Lanius senator), pescăruș negricios (Larus fuscus), Larus michahellis, pescăruș râzător (Larus ridibundus), sitar de mal nordic (Limosa lapponica), sitar de mâl (Limosa limosa), Locustella naevia, ciocârlie de pădure (Lullula arborea), privighetoare (Luscinia megarhynchos), becațină mică (Lymnocryptes minimus), ciocârlie de bărăgan (Melanocorypha calandra), prigoare (Merops apiaster), gaia neagră (Milvus migrans), gaia roșie (Milvus milvus), codobatură galbenă (Motacilla alba), codobatura galbenă (Motacilla flava), muscar sur (Muscicapa striata), culic mare (Numenius arquata), Numenius phaeopus, pietrar sur (Oenanthe oenanthe), grangur (Oriolus oriolus), dropie (Otis tarda), ciuf-pitic (Otus scops), vultur pescar (Pandion haliaetus), Parus caeruleus, pițigoi mare (Parus major), cormoran mare (Phalacrocorax carbo), bătăuș (Philomachus pugnax), codroș de munte (Phoenicurus ochruros), pitulice de munte (Phylloscopus bonelli), pitulice de munte (Phylloscopus collybita), Phylloscopus ibericus, pitulice-fluierătoare (Phylloscopus trochilus), lopătar (Platalea leucorodia), ploier auriu (Pluvialis apricaria), ploier argintiu (Pluvialis squatarola), corcodel mare (Podiceps cristatus), corcodel-cu-gât-negru (Podiceps nigricollis), Pterocles alchata, Pterocles orientalis, cristei de baltă (Rallus aquaticus), ciocântors (Recurvirostra avosetta), aușel sprâncenat (Regulus ignicapilla), lăstun de mal (Riparia riparia), mărăcinar (Saxicola rubetra), mărăcinar negru (Saxicola torquatus), cănăraș (Serinus serinus), chiră mică (Sterna albifrons), turturică (Streptopelia turtur), graur (Sturnus vulgaris), silvie cu cap negru (Sylvia atricapilla), silvie de zăvoi (Sylvia borin), silvie roșcată (Sylvia cantillans), silvie de câmp (Sylvia communis), Sylvia hortensis, corcodel mic (Tachybaptus ruficollis), călifar alb (Tadorna tadorna), spârcaci (Tetrax tetrax), fluierar negru (Tringa erythropus), fluierar de mlaștină (Tringa glareola), fluierar cu picioare verzi (Tringa nebularia), fluierarul de zăvoi (Tringa ochropus), fluierarul cu picioare roșii (Tringa totanus), sturzul viilor (Turdus iliacus), mierlă (Turdus merula), sturz-cântător (Turdus philomelos), strigă (Tyto alba), pupăză (Upupa epops), nagâț (Vanellus vanellus).